# Historia territorial de Chile

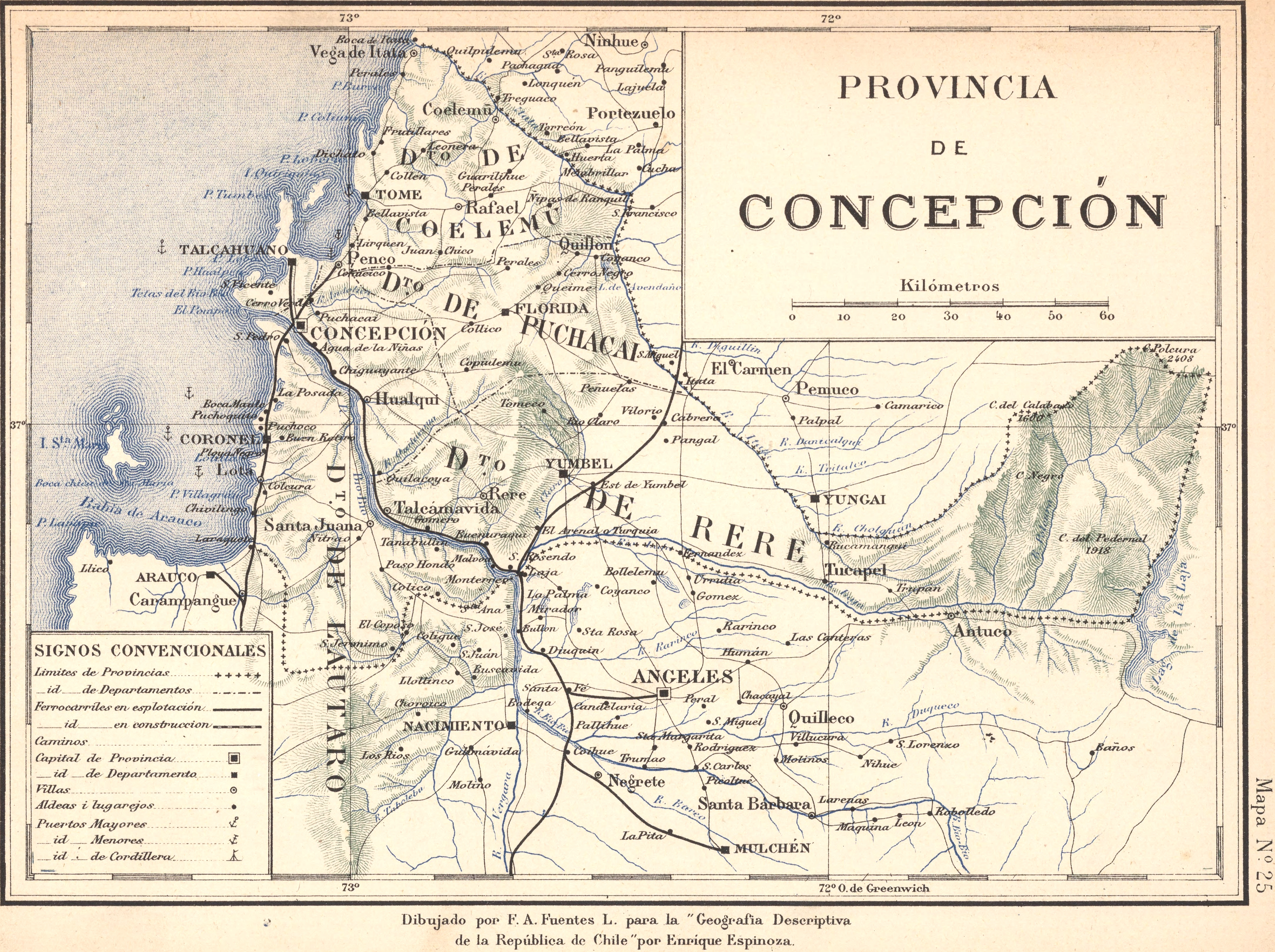
Mapa de la antigua Provincia de Concepción en 1895.

La historia territorial de Chile narra el proceso y las diversas etapas en que dicho país, desde su época colonial hasta la fecha, ha sido organizado administrativamente.
A lo largo de su historia, la división político-administrativa de Chile se puede dividir en cuatro periodos importantes: la existente desde la Colonia hasta 1833, la de 1833 a 1925, la de 1925 a 1976, y la de 1976 en adelante. Durante gran parte de su vida independiente, Chile estuvo dividido en provincias, departamentos y comunas.

## División desde la Conquista y Colonia hasta 1833

### División durante la Conquista y la Colonia
Durante la época de la conquista (iniciada en 1541) y posterior época colonial (desde 1598), la división político-administrativa del país se fue desarrollando de forma paulatina, a medida que nuevos poblados iban siendo construidos.
Chile era una gobernación (nombrada como capitanía general tardíamente) dependiente del Virreinato del Perú hasta 1798, cuyo territorio se dividía en provincias, vulgarmente conocidos como corregimientos, regidas por un corregidor que dependía del gobernador en lo militar, político y civil, y de la Real Audiencia en lo judicial, que conocía de las apelaciones contra sus sentencias. El corregidor no era un funcionario remunerado.
Las provincias se dividían en distritos, regidos por un teniente de corregidor, con asiento en un curato o parroquia. Los corregimientos durante el siglo XVI eran los siguientes:
| Provincias o Corregimientos | Capital                                                     |
| --------------------------- | ----------------------------------------------------------- |
| Santiago                    | Ciudad de Santiago de Nueva Extremadura                     |
| La Serena                   | Ciudad de Villanueva de La Serena                           |
| Cuyo                        | Ciudad de Mendoza del Nuevo Valle de La Rioja               |
| Chillán                     | Ciudad de San Bartolomé de Gamboa                           |
| La Concepción               | Ciudad de La Concepción de María Purísima del Nuevo Extremo |
| Cañete                      | Ciudad de Cañete de La Frontera                             |
| Angol                       | Ciudad de Los Confines de Angol                             |
| Imperial                    | Ciudad de La Imperial                                       |
| Villa Rica                  | Ciudad de Santa María Magdalena de Villa Rica               |
| Valdivia                    | Ciudad de Santa María La Blanca de Valdivia                 |
| Osorno                      | Villa de San Mateo de Osorno                                |
| Chiloé (1568-1601)          | Ciudad de Santiago de Castro                                |

En 1563, antes de la creación de los corregimientos, se segregó la provincia de Tucumán, Juríes y Diaguitas para anexarla a la audiencia de Charcas.
La ciudad de Cañete de La Frontera fue fundada dos veces. La segunda fundación en 1566, no prosperó debido a los constantes ataques mapuches.
A principios del siglo XVII, después del desastre de Curalaba (1598), fueron despobladas las ciudades de Imperial (1600), Villarrica (1603), Valdivia y Osorno (1602), entre otras, con lo cual desaparecieron dichas provincias o corregimientos. Por su parte, Angol fue fundada y despoblada varias veces.
Valdivia, luego de ser refundada en 1645, pasó a depender directamente del virreinato del Perú hasta 1740, fecha en la cual pasó a depender nuevamente de Chile. En 1812, volvió a depender del Perú hasta que fue capturada por las fuerzas independentistas de Chile en 1821.
A principios del siglo XVIII, las provincias de la Capitanía General de Chile eran las siguientes:
| Provincias o Corregimientos | Capital                                            |
| --------------------------- | -------------------------------------------------- |
| Santiago                    | Ciudad de Santiago de Nueva Extremadura            |
| Copiapó                     | Villa de San Francisco de la Selva                 |
| Coquimbo                    | Ciudad de San Bartolomé de la Serena               |
| Quillota                    | Villa de San Martín de la Concha                   |
| Aconcagua                   | Villa de San Felipe el Real                        |
| Cuyo                        | Ciudad de Mendoza                                  |
| Melipilla                   | Villa de San José de Logroño                       |
| Rancagua                    | Villa de Santa Cruz de Triana                      |
| Colchagua                   | Villa de San Fernando de Tinguiririca              |
| Maule                       | Villa de San Agustín de Talca                      |
| Cauquenes                   | Villa de Nuestra Señora de las Mercedes de Tutuvén |
| Itata                       | Villa de San Antonio Abad de Quirihue              |
| Chillán                     | Ciudad de San Bartolomé de Gamboa                  |
| Concepción                  | Ciudad de La Concepción del Nuevo Extremo          |
| Puchacay                    | Villa de San Juan Bautista de Hualqui              |
| Rere                        | Villa de San Luis Gonzaga de Rere                  |
| Valdivia                    | Ciudad de Santa María La Blanca de Valdivia        |
| Chiloé                      | Ciudad de Santiago de Castro                       |

#### Reformas borbónicas

Mapa aproximado de los corregimientos existentes hasta la cesión de Cuyo al Virreinato de la Plata.

Una real cédula del 7 de mayo de 1749 ordenó poblar y defender el archipiélago de Juan Fernández, lo cual fue llevado a efecto en marzo del año siguiente por el presidente de Chile Domingo Ortiz de Rozas. Desde 1750 a 1817, las islas tuvieron un gobernador y sirvieron de presidio, lo que correspondía a una usanza de las potencias europeas de la época.
En 1765, Chiloé pasó a depender del Virreinato del Perú y se fundó San Carlos de Ancud, que sería asiento del nuevo gobernador.
En 1776, se segregó la provincia de Cuyo para incorporarla al Virreinato de la Plata, recién creado.
En 1784, Chiloé fue elevado a intendencia, dependiente del virreinato del Perú.
En 1786, se aplicó el sistema de intendencias en Chile y se crearon las provincias o intendencias de Santiago y Concepción, las que fueron divididas en partidos, regidos por un subdelegado partidario, y estos a su vez en distritos, a cargo de tenientes de subdelegado.
Hacia finales del siglo XVIII, se refundó Osorno y pasó a integrar la Intendencia de Concepción. Así, las intendencias de la Capitanía General de Chile eran dos: Santiago y Concepción. Además, existía la intendencia de Chiloé, dependiente del virreinato del Perú y el Gobierno de Valdivia y del de Valparaíso.
La división administrativa de Chile hacia fines del siglo XVIII era la siguiente:
| Provincias o Intendencias | Partidos y Gobiernos              | Capital                                                                          |
| ------------------------- | --------------------------------- | -------------------------------------------------------------------------------- |
| Santiago                  | Santiago                          | Ciudad de Santiago de Chile                                                      |
| Santiago                  | Copiapó                           | Villa de San Francisco de la Selva                                               |
| Santiago                  | Huasco                            | Villa de Santa Rosa de Huasco                                                    |
| Santiago                  | Coquimbo                          | Ciudad de San Bartolomé de la Serena                                             |
| Santiago                  | Cuzcúz                            | Villa de San Rafael de Rozas                                                     |
| Santiago                  | Petorca                           | Villa de Santo Domingo de Rozas de La Ligua                                      |
| Santiago                  | Quillota                          | Villa de San Martín de la Concha                                                 |
| Santiago                  | Gobierno de Valparaíso            | Puerto de Valparaíso                                                             |
| Santiago                  | Aconcagua                         | Villa de San Felipe el Real                                                      |
| Santiago                  | Los Andes                         | Villa de Santa Rosa de Los Andes                                                 |
| Santiago                  | Melipilla                         | Villa de San José de Logroño                                                     |
| Santiago                  | Rancagua                          | Villa de Santa Cruz de Triana                                                    |
| Santiago                  | Colchagua                         | Villa de San Fernando de Tinguiririca                                            |
| Santiago                  | Curicó (1792)                     | Villa de San José de la Buenavista                                               |
| Santiago                  | Maule                             | Villa de San Agustín de Talca                                                    |
| Santiago                  | Gobierno de Juan Fernández (1749) | San Juan Bautista                                                                |
| Concepción                | La Concepción                     | Ciudad de La Concepción del Nuevo Extremo                                        |
| Concepción                | Cauquenes                         | Villa de Nuestra Señora de las Mercedes de Tutuvén                               |
| Concepción                | Linares                           | Villa de San Ambrosio de Linares                                                 |
| Concepción                | Itata                             | Villa de San Antonio Abad de Quirihue                                            |
| Concepción                | Chillán                           | Ciudad de San Bartolomé de Gamboa                                                |
| Concepción                | Puchacay                          | Villa de San Juan Bautista de Hualqui, Villa de San Antonio de La Florida (1799) |
| Concepción                | Rere                              | Villa de San Luis Gonzaga de Rere                                                |
| Concepción                | Isla de La Laja (1793)            | Villa de Nuestra Señora de Los Ángeles                                           |
| Concepción                | Gobierno de Valdivia              | Ciudad de Santa María La Blanca de Valdivia                                      |
| Concepción                | Gobierno de Osorno (1796)         | Villa de San Mateo de Osorno                                                     |
| Chiloé                    | Chiloé                            | Ciudad de San Carlos de Chiloé                                                   |

### División de 1810 a 1833
Previo al inicio de la Independencia, el territorio chileno se dividía en 2 provincias o intendencias (Santiago y Concepción), y estas se encontraban subdividas en partidos que poseían sus respectivos cabildos, en las ciudades o villas cabeceras.
En 1810, existían 25 partidos en la Capitanía General de Chile, de acuerdo al Auto de convocatoria al primer Congreso Nacional:
| Provincias o Intendencias | Partidos               | Capital                                            |
| ------------------------- | ---------------------- | -------------------------------------------------- |
| Santiago                  | Santiago               | Ciudad de Santiago de Chile                        |
| Santiago                  | Copiapó                | Villa de San Francisco de la Selva                 |
| Santiago                  | Huasco                 | Villa de Santa Rosa de Huasco                      |
| Santiago                  | Coquimbo               | Ciudad de San Bartolomé de la Serena               |
| Santiago                  | Cuzcúz                 | Villa de San Rafael de Rozas                       |
| Santiago                  | Petorca                | Villa de Santo Domingo de Rozas de La Ligua        |
| Santiago                  | Quillota               | Villa de San Martín de la Concha                   |
| Santiago                  | Valparaíso             | Puerto de Valparaíso                               |
| Santiago                  | Aconcagua              | Villa de San Felipe el Real                        |
| Santiago                  | Los Andes              | Villa de Santa Rosa de Los Andes                   |
| Santiago                  | Melipilla              | Villa de San José de Logroño                       |
| Santiago                  | Rancagua               | Villa de Santa Cruz de Triana                      |
| Santiago                  | Colchagua              | Villa de San Fernando de Tinguiririca              |
| Santiago                  | Curicó                 | Villa de San José de la Buenavista                 |
| Santiago                  | Maule                  | Villa de San Agustín de Talca                      |
| Concepción                | La Concepción          | Ciudad de La Concepción del Nuevo Extremo          |
| Concepción                | Cauquenes              | Villa de Nuestra Señora de las Mercedes de Tutuvén |
| Concepción                | Linares                | Villa de San Ambrosio de Linares                   |
| Concepción                | Itata                  | Villa de San Antonio Abad de Quirihue              |
| Concepción                | Chillán                | Ciudad de San Bartolomé de Gamboa                  |
| Concepción                | Puchacay               | Villa de San Antonio de La Florida (1799)          |
| Concepción                | Rere                   | Villa de San Luis Gonzaga de Rere                  |
| Concepción                | Isla de La Laja (1793) | Villa de Nuestra Señora de Los Ángeles             |
| Concepción                | Valdivia               | Ciudad de Santa María La Blanca de Valdivia        |
| Concepción                | Osorno                 | Villa de San Mateo de Osorno                       |

En 1811, el Primer Congreso Nacional crea una tercera provincia o intendencia (Coquimbo).
En 1812, con los movimientos independentistas, Valdivia nuevamente pasa a depender del Virreinato del Perú.
| Provincias o Intendencias | Partidos          | Capital                                            |
| ------------------------- | ----------------- | -------------------------------------------------- |
| Coquimbo                  | Coquimbo          | Ciudad de San Bartolomé de la Serena               |
| Coquimbo                  | Copiapó           | Villa de San Francisco de la Selva                 |
| Coquimbo                  | Huasco            | Villa de Santa Rosa de Huasco                      |
| Coquimbo                  | Cuzcúz o Illapel  | Villa de San Rafael de Rozas                       |
| Santiago                  | Santiago          | Ciudad de Santiago de Chile                        |
| Santiago                  | Petorca           | Villa de Santo Domingo de Rozas de La Ligua        |
| Santiago                  | Quillota          | Villa de San Martín de la Concha                   |
| Santiago                  | Valparaíso        | Puerto de Valparaíso                               |
| Santiago                  | Aconcagua         | Villa de San Felipe el Real                        |
| Santiago                  | Los Andes         | Villa de Santa Rosa de Los Andes                   |
| Santiago                  | Melipilla         | Villa de San José de Logroño                       |
| Santiago                  | Rancagua          | Villa de Santa Cruz de Triana                      |
| Santiago                  | Colchagua         | Villa de San Fernando de Tinguiririca              |
| Santiago                  | Curicó            | Villa de San José de la Buenavista                 |
| Santiago                  | Maule             | Ciudad de San Agustín de Talca                     |
| Concepción                | La Concepción     | Ciudad de La Concepción del Nuevo Extremo          |
| Concepción                | Cauquenes         | Villa de Nuestra Señora de las Mercedes de Tutuvén |
| Concepción                | Linares           | Villa de San Ambrosio de Linares                   |
| Concepción                | Parral (1823)     | Villa Reina Luisa de Parral                        |
| Concepción                | San Carlos (1823) | Villa San Carlos de Itihue                         |
| Concepción                | Itata             | Villa de San Antonio Abad de Quirihue              |
| Concepción                | Chillán           | Ciudad de San Bartolomé de Gamboa                  |
| Concepción                | Coelemu (1823)    | Villa Jesús de Coelemu                             |
| Concepción                | Puchacay          | Villa de San Antonio de La Florida                 |
| Concepción                | Rere              | Villa de San Luis Gonzaga de Rere                  |
| Concepción                | Isla de La Laja   | Villa de Nuestra Señora de Los Ángeles             |
| Concepción                | Lautaro (1823)    | Fuerte de Colcura                                  |

En 1822 se crea los departamentos, distritos y cabildos, derogándose el sistema de intendencias. Se crean los departamentos y son regidos por un delegado directorial.
Según la Constitución de 1823 el territorio se subdividía en gobiernos departamentales, delegaciones, subdelegaciones, prefecturas e inspecciones (Art. 190°). Los departamentos equivalen a las antiguas intendencias o provincias (Coquimbo, Santiago y Concepción), las delegaciones equivalen a los antiguos partidos.
Diez casas habitadas en la población o en el campo conforman una comunidad bajo su inspector, y diez comunidades conforman una prefectura. (Art 195°)
Se establecen las municipalidades en todas las delegaciones y también en las subdelegaciones que se hallare conveniente. Estará compuesta por siete a doce regidores y uno o dos alcaldes, que serán nombrados por el Consejo Departamental, y confirmados por aquel gobierno. Las municipalidades corresponden a los antiguos cabildos.
Las Leyes Federales de 1826 dividen el territorio nacional en provincias. Para ellos se crean ocho provincias, a saber: Coquimbo (similar a la antigua Provincia de Coquimbo), Aconcagua, Santiago, Colchagua (estas tres últimas derivadas de la antigua Provincia de Santiago), Maule, Concepción, Valdivia (estas tres derivadas de la antigua Provincia de Concepción) y Chiloé (derivada del Gobierno de Chiloé).
La Constitución de 1828 dividía el territorio nacional en las siguientes unidades administrativas, ordenadas de mayor menor con un encargado político como sigue: provincia (a cargo de un intendente y Asamblea Provincial); municipalidad (a cargo de un gobernador y municipalidad).
| 1826 Provincias de las Leyes Federales | 1828 Provincias de la Constitución de 1828 |
| -------------------------------------- | ------------------------------------------ |
| Coquimbo                               | Coquimbo                                   |
| Aconcagua                              | Aconcagua                                  |
| Santiago                               | Santiago                                   |
| Colchagua                              | Colchagua                                  |
| Maule                                  | Maule                                      |
| Concepción                             | Concepción                                 |
| Valdivia                               | Valdivia                                   |
| Chiloé                                 | Chiloé                                     |

## División de 1833 a 1925

### Desde 1833 a 1891

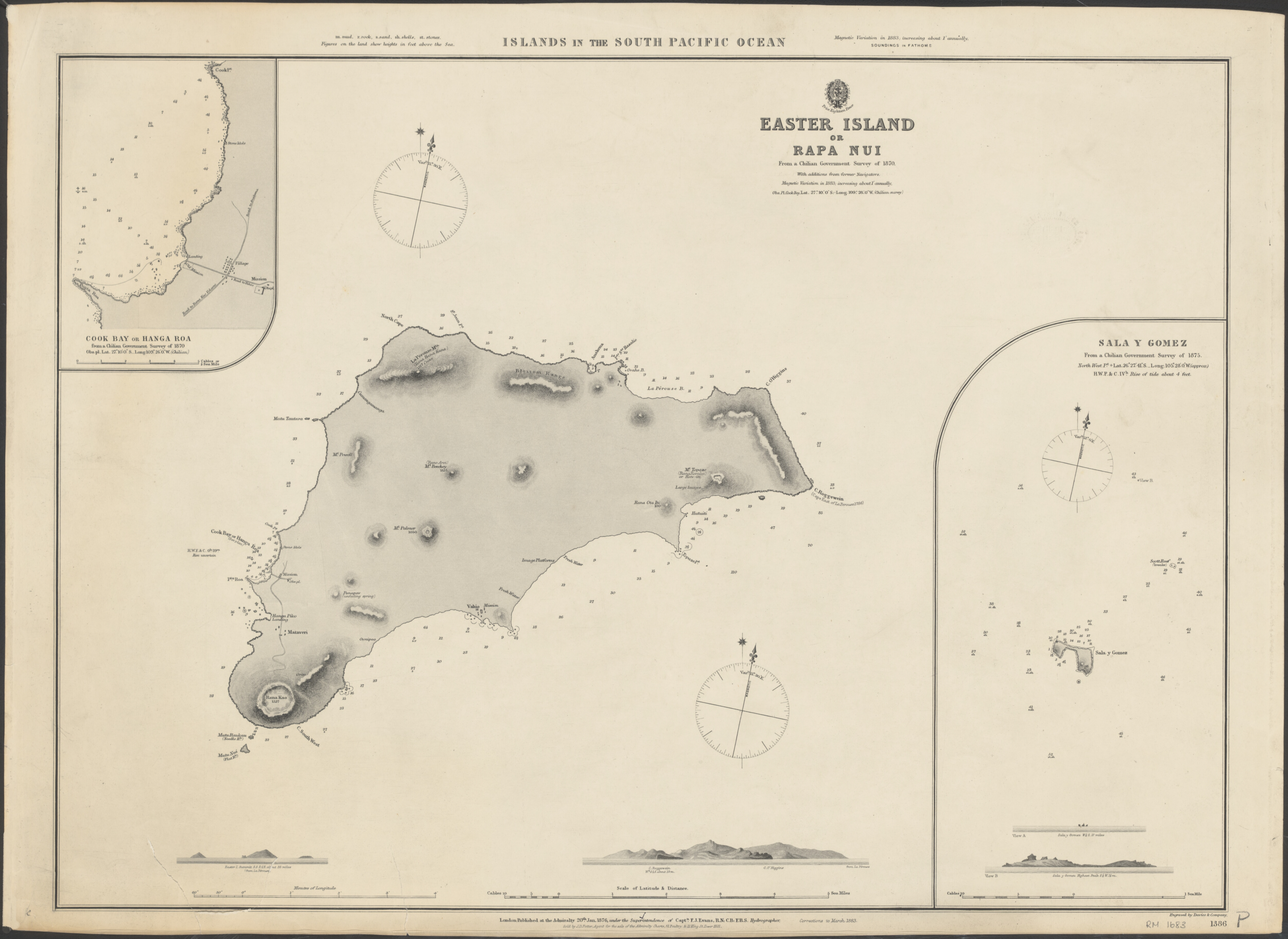
Mapa de la isla de Pascua y la isla Salas y Gómez en 1870.

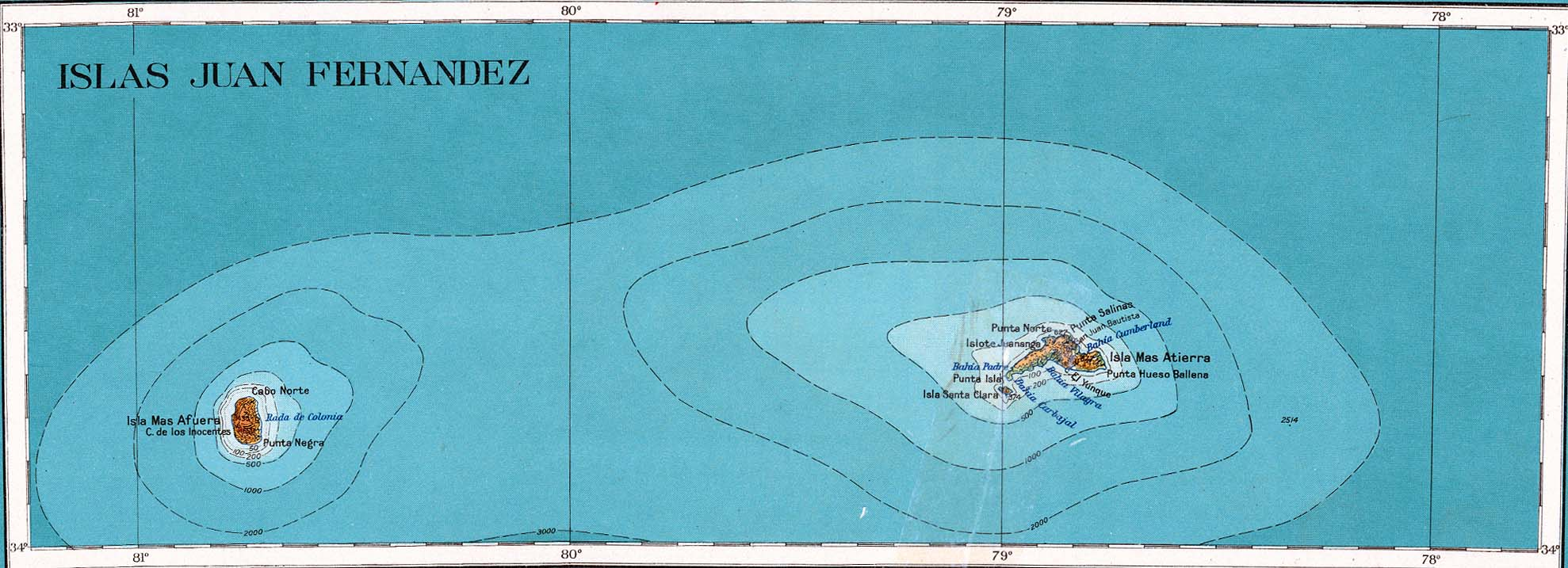
Mapa del archipiélago Juan Fernández del año 1927. A la izquierda la isla Alejandro Selkirk cuando se llamaba "isla Más Afuera", y a la derecha la isla Robinson Crusoe cuando se llamaba "isla Más aTierra" y el islote Santa Clara.

La Constitución de 1833 reorganizó el gobierno interior, de mayor a menor unidad con sus correspondientes autoridades:
- Provincia,  a cargo de un intendente nombrado por el presidente de la República por un periodo de 3 años renovables.
- Departamento,  a cargo de un gobernador nombrado por el presidente de la República por un periodo de 3 años renovables.
- Subdelegación, a cargo de un subdelegado, nombrado por el gobernador.
- Distrito, a cargo de un inspector, nombrado por el subdelegado.

Entre 1833 y 1850, se crearon y reestructuraron las siguientes provincias, como sigue:
- Talca en 1833, con una parte de Colchagua (Departamento de Talca).
- Chiloé en 1834, estableció sus 10 departamentos.
- Valparaíso en 1842, con una parte de Aconcagua (Departamento de Quillota) y una parte de Santiago (Departamentos de Valparaíso y Casablanca).
- Atacama en 1843, con una parte de Coquimbo (Departamentos de Copiapó, Freirina y Vallenar).
- Ñuble en 1848, con una parte de Concepción (Departamento de Chillán) y una parte de Maule (Departamento de San Carlos).

Entre 1850 y 1860, se crearon y reestructuraron las siguientes provincias y se crearon los siguientes territorios de colonización, como sigue:
- Arauco en 1852, con una parte de Concepción (Departamentos de La Laja, Arauco y Nacimiento).
- Territorio de Colonización de Llanquihue en 1853, con parte de Valdivia (parte del Departamento de Osorno) y de Chiloé (parte del Departamento de Carelmapu)
- Territorio de Colonización de Magallanes en 1853, a partir del Establecimiento de Magallanes o Colonia de Magallanes, con la mitad sur de la Provincia de Chiloé.
- Chiloé en 1855, se reestructuró en 4 departamentos.

Lo que hace un total de 13 provincias, dos colonias y 51 departamentos.
De esa manera, hacia 1856 la división administrativa era la siguiente:
| Provincia                      | Departamentos           | Cabecera                |
| ------------------------------ | ----------------------- | ----------------------- |
| Atacama                        | Copiapó                 | Copiapó                 |
| Atacama                        | Caldera                 | Caldera                 |
| Atacama                        | Vallenar                | Vallenar                |
| Atacama                        | Freirina                | Freirina                |
| Coquimbo                       | La Serena               | La Serena               |
| Coquimbo                       | Elqui                   | Vicuña                  |
| Coquimbo                       | Ovalle                  | Ovalle                  |
| Coquimbo                       | Combarbalá              | Combarbalá              |
| Coquimbo                       | Illapel                 | Illapel                 |
| Aconcagua                      | Petorca                 | Petorca                 |
| Aconcagua                      | La Ligua                | La Ligua                |
| Aconcagua                      | Putaendo                | Putaendo                |
| Aconcagua                      | Santa Rosa de Los Andes | Santa Rosa de Los Andes |
| Aconcagua                      | San Felipe              | San Felipe              |
| Santiago                       | Santiago                | Santiago                |
| Santiago                       | La Victoria             | San Bernardo            |
| Santiago                       | Melipilla               | Melipilla               |
| Santiago                       | Rancagua                | Rancagua                |
| Valparaíso                     | Ferrocarril             | Ferrocarril             |
| Valparaíso                     | Casablanca              | Casablanca              |
| Valparaíso                     | Valparaíso              | Valparaíso              |
| Valparaíso                     | Quillota                | Quillota                |
| Valparaíso                     | Juan Fernández          | Juan Fernández          |
| Colchagua                      | Caupolicán              | Rengo                   |
| Colchagua                      | Curicó                  | Curicó                  |
| Colchagua                      | San Fernando            | San Fernando            |
| Talca                          | Lontué                  | Molina                  |
| Talca                          | Talca                   | Talca                   |
| Maule                          | Constitución            | Constitución            |
| Maule                          | Linares                 | Linares                 |
| Maule                          | Parral                  | Parral                  |
| Maule                          | Cauquenes               | Cauquenes               |
| Maule                          | Itata                   | Quirihue                |
| Ñuble                          | San Carlos              | San Carlos              |
| Ñuble                          | Chillán                 | Chillán                 |
| Concepción                     | Puchacay                | Florida                 |
| Concepción                     | Coelemu                 | Tomé                    |
| Concepción                     | Talcahuano              | Talcahuano              |
| Concepción                     | Concepción              | Concepción              |
| Concepción                     | Rere                    | Yumbel                  |
| Concepción                     | Lautaro                 | Coronel                 |
| Arauco                         | La Laja                 | Los Ángeles             |
| Arauco                         | Arauco                  | Arauco                  |
| Arauco                         | Nacimiento              | Nacimiento              |
| Valdivia                       | Valdivia                | Valdivia                |
| Valdivia                       | La Unión                | La Unión                |
| Valdivia                       | Osorno                  | Osorno                  |
| Colonia Alemana de Llanquihue  | Llanquihue              | Puerto Montt            |
| Chiloé                         | Carelmapu               | Calbuco                 |
| Chiloé                         | Ancud                   | Ancud                   |
| Chiloé                         | Castro                  | Castro                  |
| Chiloé                         | Quinchao                | Achao                   |
| Colonia Nacional de Magallanes | Magallanes              | Punta Arenas            |

La jurisdicción marítima, que vigila la policía de los mares de la República, la matrícula de los marinos, los intereses financieros y la defensa de las costas, comprendió, bajo el nombre de «departamento marítimo», todo el litoral chileno del océano Pacífico. Esta gran sección territorial, anexa al Ministerio de Marina, se dividió en tantas gubernaturas y cuantas provincias costeras había y estuvo bajo las órdenes inmediatas de un comandante general, residente en Valparaíso que es la capital.
Entre 1860 y 1891, se crearon las restantes provincias, como sigue:
- Llanquihue en 1861, con el Territorio de Colonización de Llanquihue más una parte de Valdivia (Departamento de Osorno) y de Chiloé (Departamento de Carelmapu).
- Curicó en 1865, con una parte de Colchagua (Departamento de Curicó).
- Linares en 1873, con una parte de Maule (Departamentos de Linares y Parral).
- Biobío en 1875, con una parte de la antigua Arauco (Departamentos de La Laja y Nacimiento); la nueva Arauco, con una parte de la antigua Arauco (Departamentos de Arauco, Lebu e Imperial); y el Territorio de Colonización de Angol, con una parte de la antigua Arauco (Departamento de Angol).
- O'Higgins en 1883, con una parte de Santiago (parte del Departamento de Rancagua).
- Tacna y Tarapacá en 1884, que eran territorios del Perú antes de la Guerra del Pacífico.
- Malleco en 1887, con parte del Territorio de Colonización de Angol.
- Cautín en 1887, con una parte de la Provincia de Arauco (Departamento de Imperial) y la parte sur del Territorio de Colonización de Angol.
- Antofagasta en 1888, con el territorio que había sido de Bolivia antes de la Guerra del Pacífico más una parte de Atacama (Departamento de Taltal).
- En septiembre de 1888 se anexa el territorio insular de Isla de Pascua en calidad de protectorado, que se incorpora más tarde como Subdelegación del Departamento de Valparaíso en 1916.[15]

Completando de esta manera 23 provincias, un territorio colonial y la isla de Pascua.
Las municipalidades existieron en cada capital de departamento y demás poblaciones que fuesen determinadas por el presidente de la República. Estaban compuestas por tres alcaldes y regidores. Principalmente, las municipalidades administraban los departamentos y eran presididas por el gobernador departamental. Para el caso de las municipalidades establecidas en otras subdelegaciones, estas eran presididas por el subdelegado respectivo.

### Desde 1891 a 1925

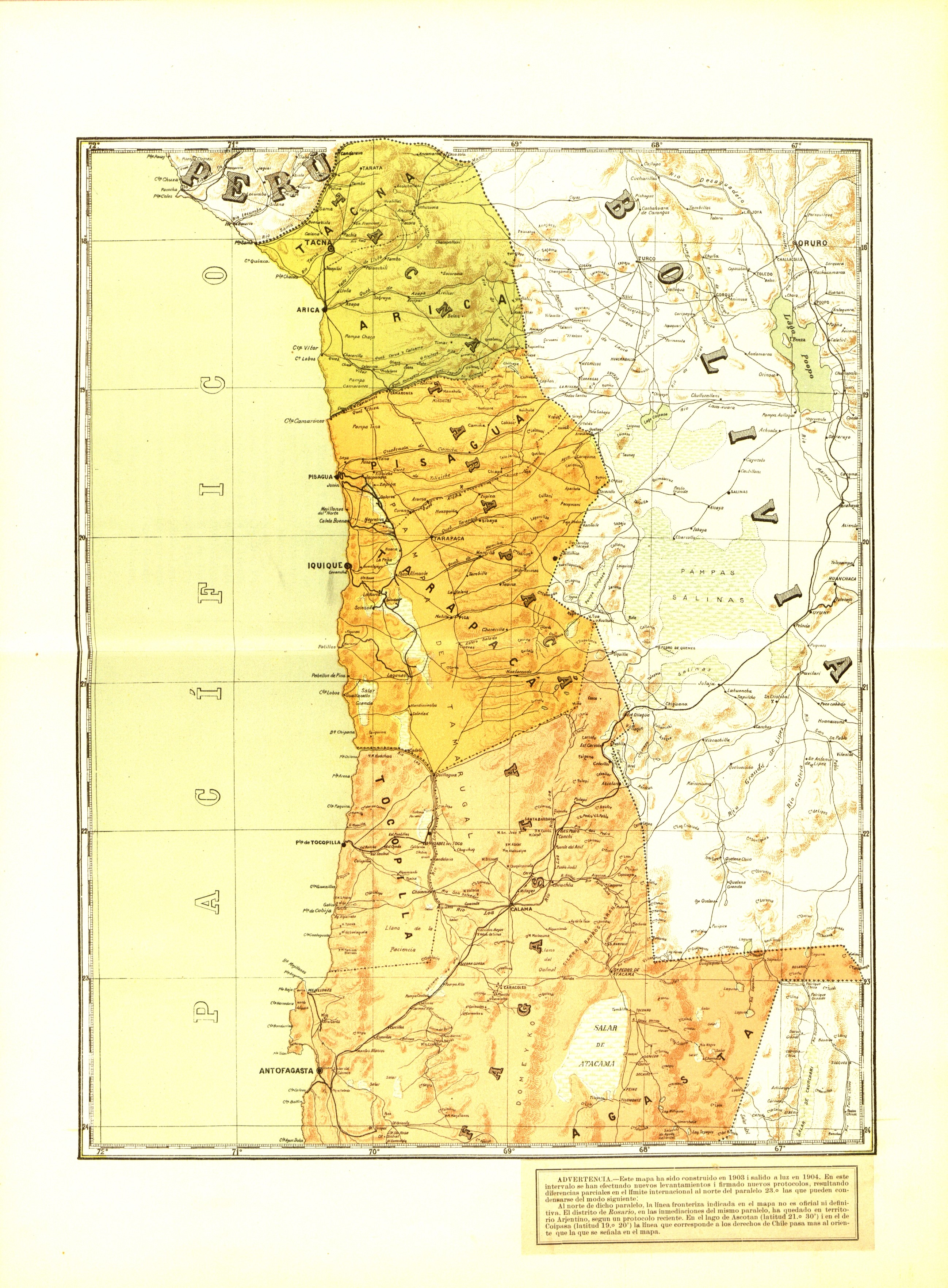
Mapa de Chile en 1904 desde Tacna a Antofagasta.

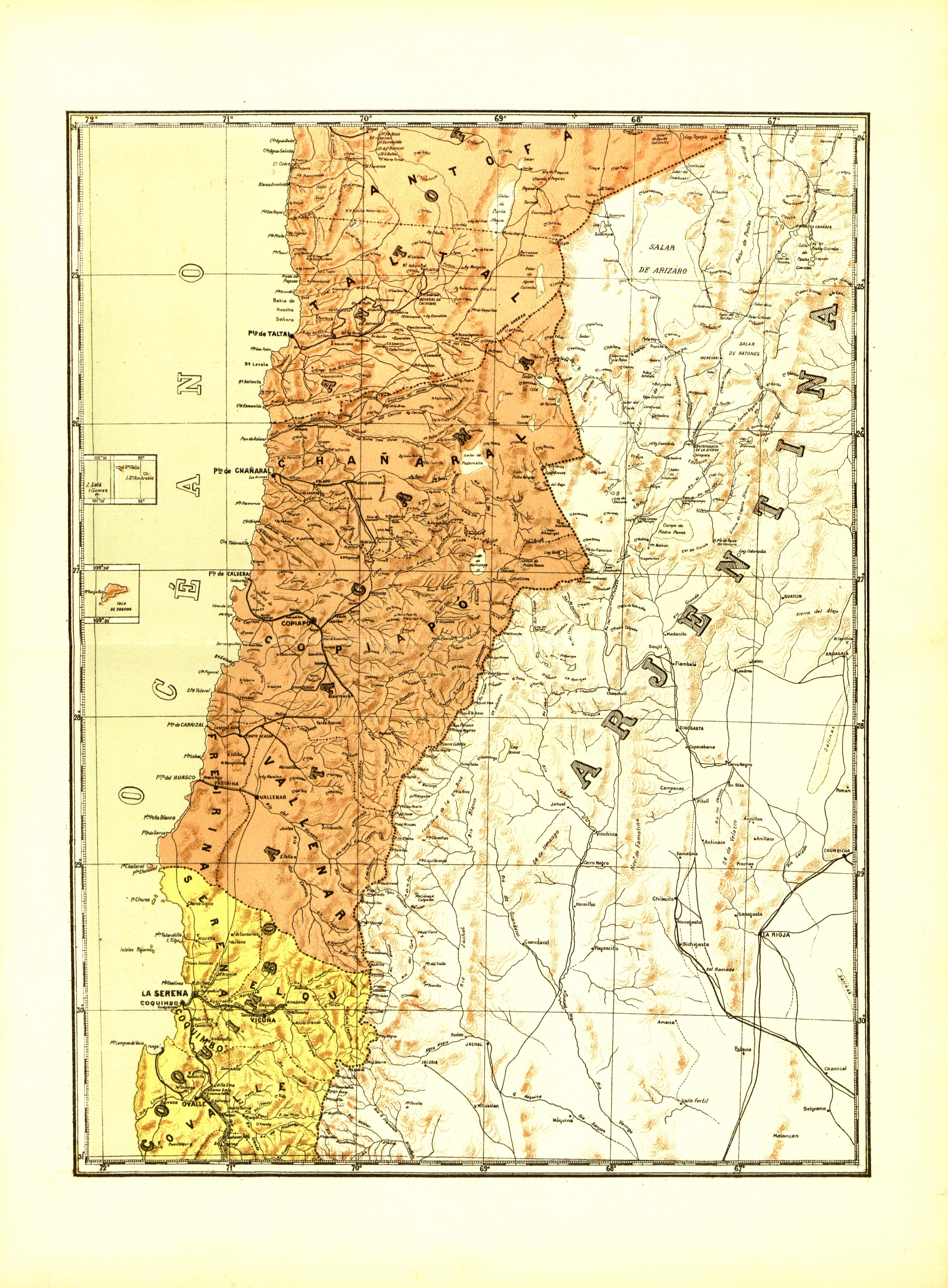
Mapa de Chile en 1904 desde Antofagasta a Ovalle.

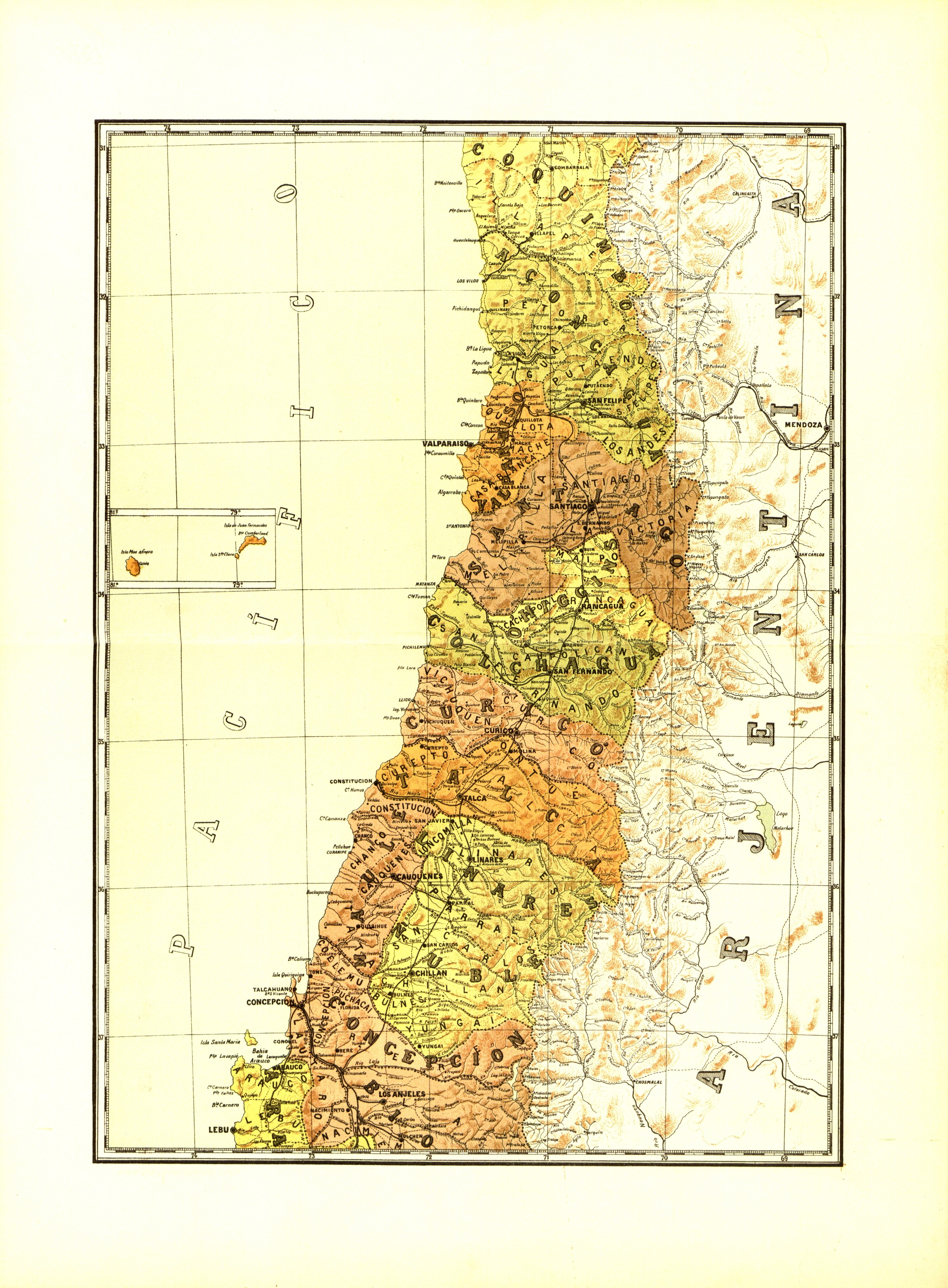
Mapa de Chile en 1904 desde Ovalle a Arauco.

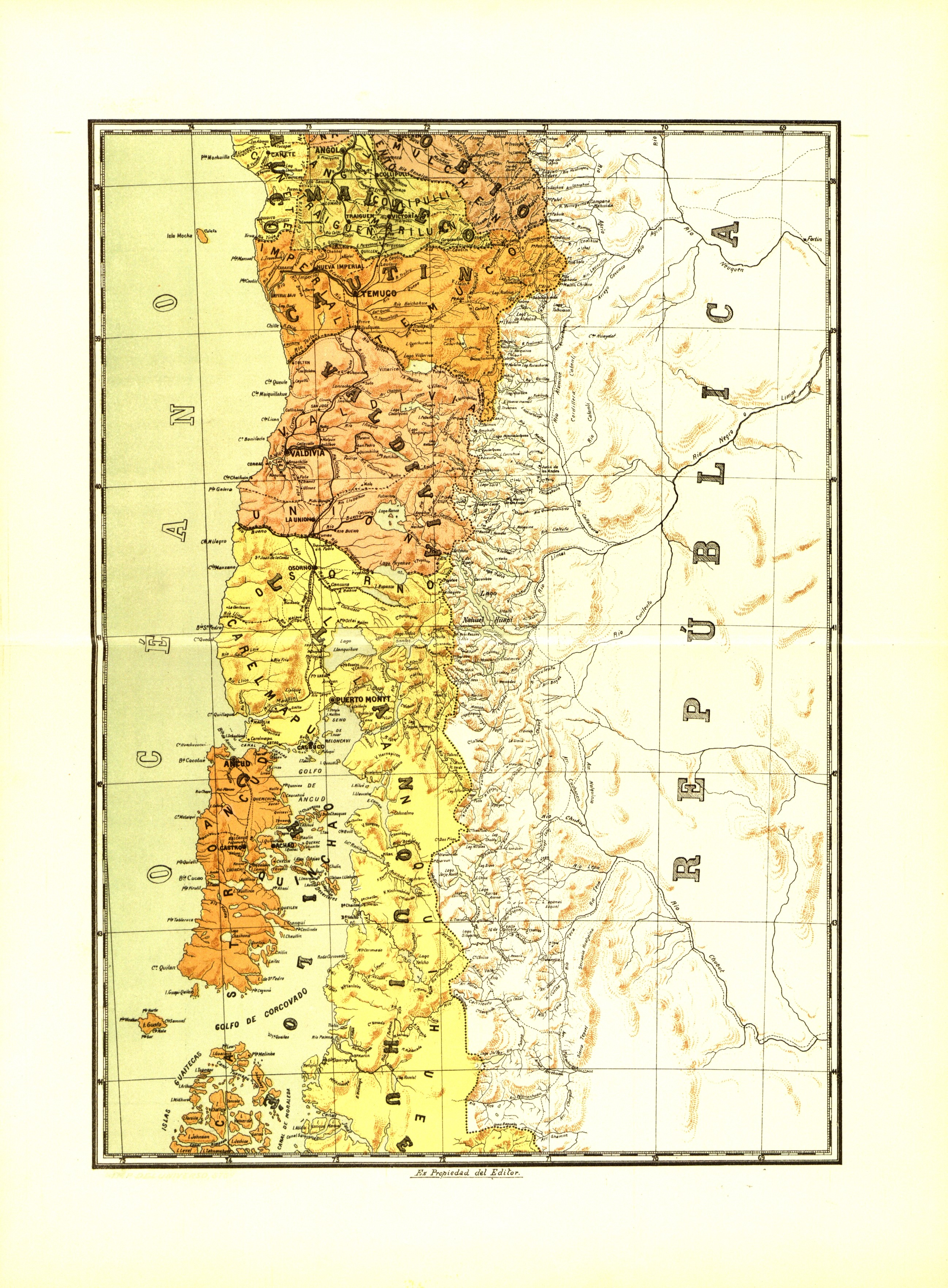
Mapa de Chile en 1904 desde Arauco a Canal de Moraleda.

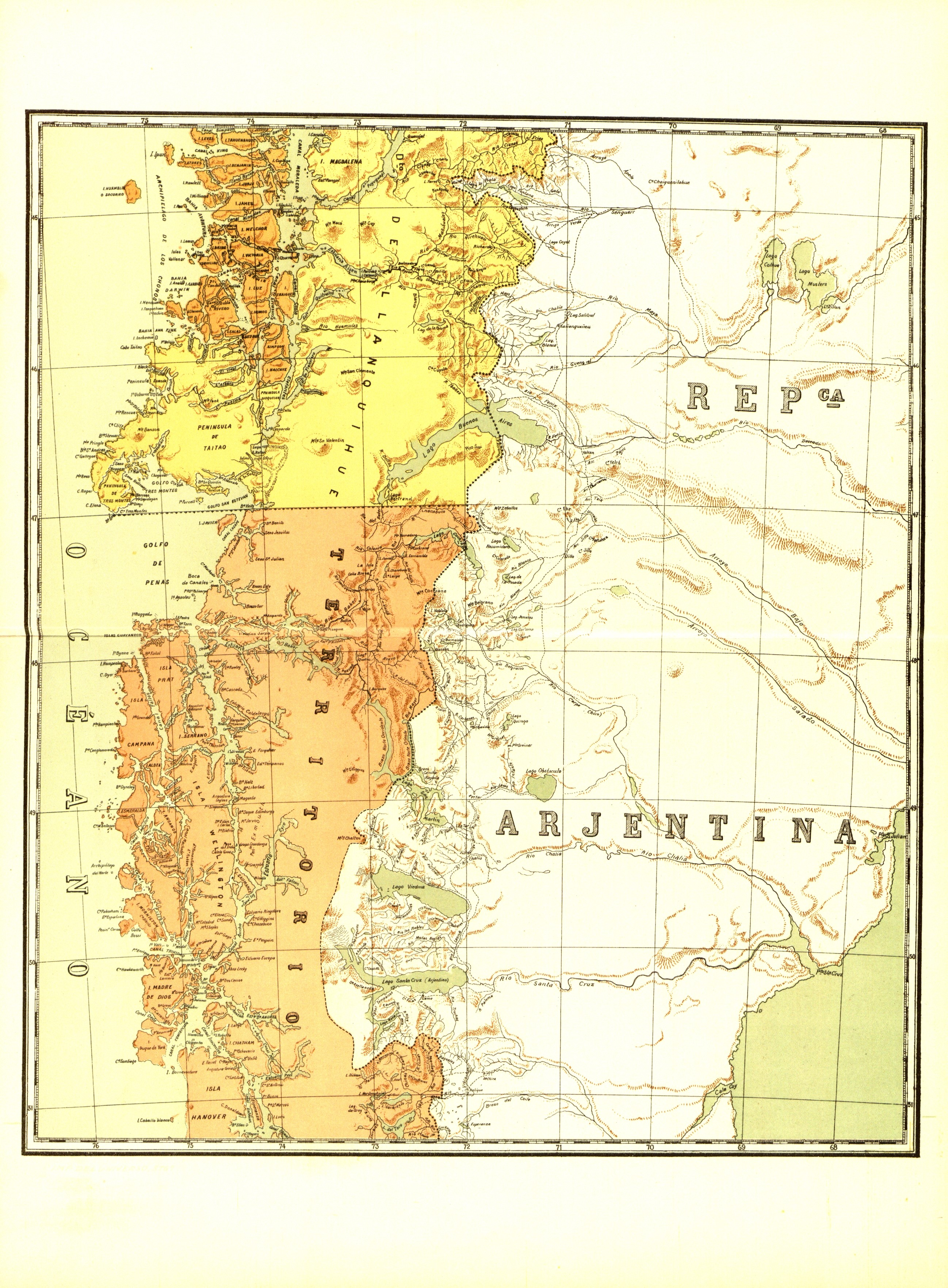
Mapa de Chile en 1904 desde Canal de Moraleda a Isla Hanover.

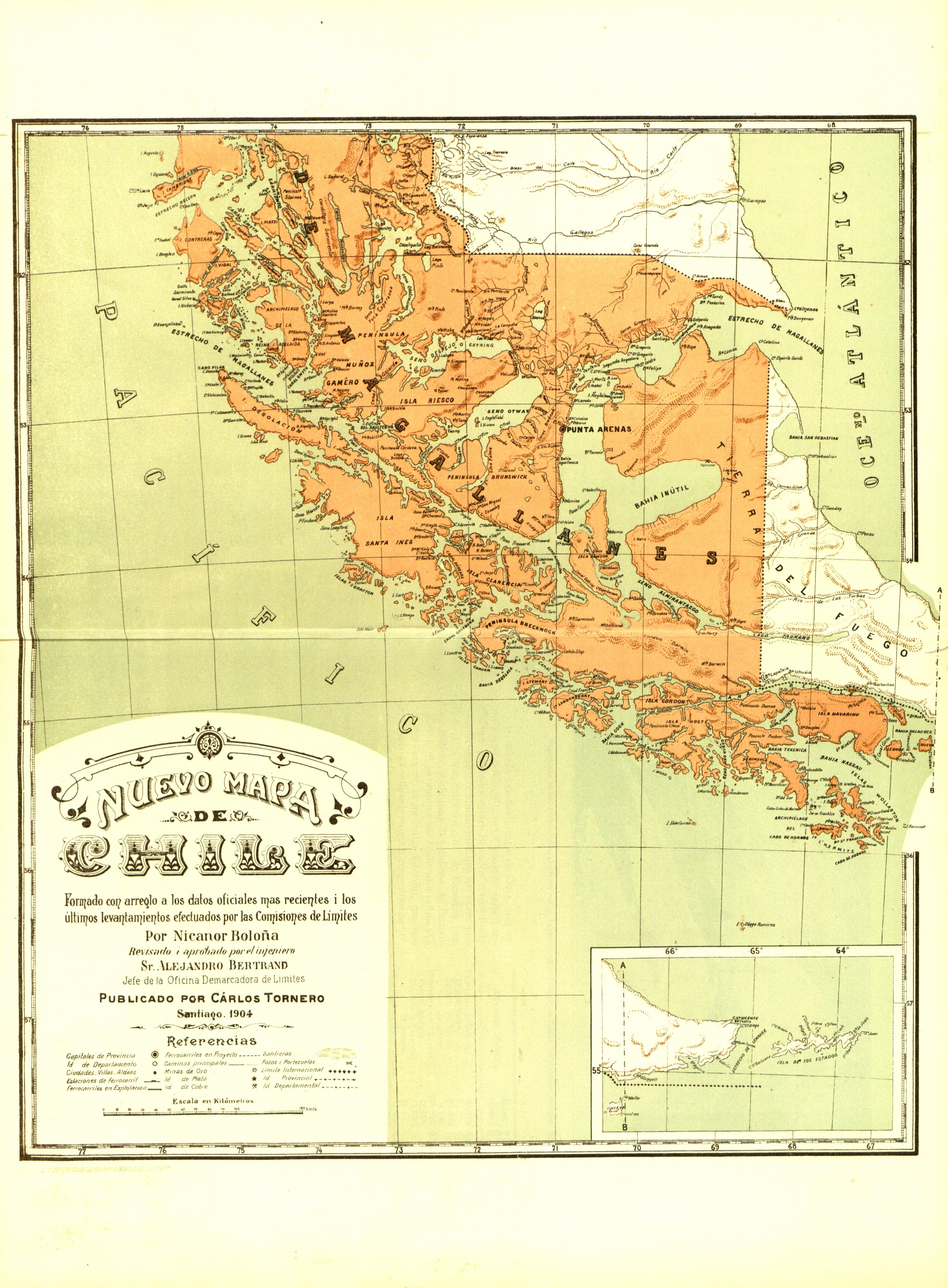
Mapa de Chile en 1904 desde Isla Hanover a Cabo de Hornos.

El 24 de diciembre de 1891, se publicó la Ley de Comuna Autónoma que, junto con el Decreto de Creación de Municipalidades, estableció otras municipalidades en una o más subdelegaciones dentro de un departamento.
En 1925, el árbitro Calvin Coolidge, presidente de los Estados Unidos, resolvió que Chile devolviera al Perú el Departamento de Tarata que se encontraba en la jurisdicción de Tacna.
| Provincia                | Departamentos  | Cabecera                |
| ------------------------ | -------------- | ----------------------- |
| Tacna                    | Tacna          | Tacna                   |
| Tacna                    | Arica          | Arica                   |
| Tarapacá                 | Pisagua        | Pisagua                 |
| Tarapacá                 | Tarapacá       | Iquique                 |
| Antofagasta              | Tocopilla      | Tocopilla               |
| Antofagasta              | Antofagasta    | Antofagasta             |
| Antofagasta              | Taltal         | Taltal                  |
| Atacama                  | Chañaral       | Chañaral                |
| Atacama                  | Copiapó        | Copiapó                 |
| Atacama                  | Vallenar       | Vallenar                |
| Atacama                  | Freirina       | Freirina                |
| Coquimbo                 | La Serena      | La Serena               |
| Coquimbo                 | Elqui          | Vicuña                  |
| Coquimbo                 | Coquimbo       | Coquimbo                |
| Coquimbo                 | Ovalle         | Ovalle                  |
| Coquimbo                 | Combarbalá     | Combarbalá              |
| Coquimbo                 | Illapel        | Illapel                 |
| Aconcagua                | Petorca        | Petorca                 |
| Aconcagua                | La Ligua       | La Ligua                |
| Aconcagua                | Putaendo       | Putaendo                |
| Aconcagua                | San Felipe     | San Felipe              |
| Aconcagua                | Los Andes      | Santa Rosa de Los Andes |
| Valparaíso               | Valparaíso     | Valparaíso              |
| Valparaíso               | Quillota       | Quillota                |
| Valparaíso               | Limache        | Limache                 |
| Valparaíso               | Casablanca     | Casablanca              |
| Valparaíso               | Juan Fernández | Juan Fernández          |
| Santiago                 | Santiago       | Santiago                |
| Santiago                 | La Victoria    | San Bernardo            |
| Santiago                 | Melipilla      | Melipilla               |
| O’Higgins                | Maipo          | Buin                    |
| O’Higgins                | Rancagua       | Rancagua                |
| O’Higgins                | Cachapoal      | Peumo                   |
| Colchagua                | Caupolicán     | Rengo                   |
| Colchagua                | San Fernando   | San Fernando            |
| Curicó                   | Curicó         | Curicó                  |
| Curicó                   | Vichuquén      | Vichuquén               |
| Talca                    | Lontué         | Molina                  |
| Talca                    | Talca          | Talca                   |
| Talca                    | Curepto        | Curepto                 |
| Maule                    | Constitución   | Constitución            |
| Maule                    | Chanco         | Chanco                  |
| Maule                    | Cauquenes      | Cauquenes               |
| Maule                    | Itata          | Quirihue                |
| Linares                  | Loncomilla     | San Javier              |
| Linares                  | Linares        | Linares                 |
| Linares                  | Parral         | Parral                  |
| Ñuble                    | San Carlos     | San Carlos              |
| Ñuble                    | Chillán        | Chillán                 |
| Ñuble                    | Bulnes         | Bulnes                  |
| Ñuble                    | Yungay         | Yungay                  |
| Concepción               | Coelemu        | Tomé                    |
| Concepción               | Puchacay       | Florida                 |
| Concepción               | Talcahuano     | Talcahuano              |
| Concepción               | Concepción     | Concepción              |
| Concepción               | Rere           | Yumbel                  |
| Concepción               | Lautaro        | Coronel                 |
| Bio Bio                  | La Laja        | Los Ángeles             |
| Bio Bio                  | Nacimiento     | Nacimiento              |
| Bio Bio                  | Mulchén        | Mulchén                 |
| Arauco                   | Arauco         | Arauco                  |
| Arauco                   | Lebu           | Lebu                    |
| Arauco                   | Cañete         | Cañete                  |
| Malleco                  | Angol          | Angol                   |
| Malleco                  | Mariluán       | Victoria                |
| Malleco                  | Traiguén       | Traiguén                |
| Cautín                   | Imperial       | Nueva Imperial          |
| Cautín                   | Temuco         | Temuco                  |
| Valdivia                 | Valdivia       | Valdivia                |
| Valdivia                 | La Unión       | La Unión                |
| Llanquihue               | Osorno         | Osorno                  |
| Llanquihue               | Carelmapu      | Calbuco                 |
| Llanquihue               | Llanquihue     | Puerto Montt            |
| Chiloé                   | Ancud          | Ancud                   |
| Chiloé                   | Quinchao       | Achao                   |
| Chiloé                   | Castro         | Castro                  |
| Territorio de Magallanes | Magallanes     | Punta Arenas            |

## División de 1925 a 1976
La Constitución de 1925 repite el esquema de la de 1833. Establece una división política (provincias, departamentos, subdelegaciones y distritos), y una división administrativa (provincias, comunas). El territorio de una comuna equivale a una subdelegación completa. Para cada comuna o agrupación de comunas había una municipalidad, dirigida por un alcalde y regidores.

### Desde 1925 a 1930
En 1925, las provincias y departamentos eran los siguientes:

Evolución de la Provincia de Tacna y sus respectivos departamentos.

| Provincia                | Departamentos      | Cabeceras                  |
| ------------------------ | ------------------ | -------------------------- |
| Tacna                    | Tacna              | Tacna                      |
| Tacna                    | Arica              | Arica                      |
| Tarapacá                 | Pisagua            | Pisagua                    |
| Tarapacá                 | Tarapacá           | Iquique                    |
| Antofagasta              | Tocopilla          | Tocopilla                  |
| Antofagasta              | Calama             | Calama                     |
| Antofagasta              | Antofagasta        | Antofagasta                |
| Antofagasta              | Taltal             | Taltal                     |
| Atacama                  | Chañaral           | Chañaral                   |
| Atacama                  | Copiapó            | Copiapó                    |
| Atacama                  | Freirina           | Freirina                   |
| Atacama                  | Vallenar           | Vallenar                   |
| Coquimbo                 | La Serena          | La Serena                  |
| Coquimbo                 | Puerto de Coquimbo | Coquimbo                   |
| Coquimbo                 | Elqui              | Vicuña                     |
| Coquimbo                 | Ovalle             | Ovalle                     |
| Coquimbo                 | Combarbalá         | Combarbalá                 |
| Coquimbo                 | Illapel            | Illapel                    |
| Aconcagua                | Petorca            | Petorca                    |
| Aconcagua                | La Ligua           | La Ligua                   |
| Aconcagua                | Putaendo           | Putaendo                   |
| Aconcagua                | San Felipe         | San Felipe                 |
| Aconcagua                | Los Andes          | Los Andes                  |
| Valparaíso               | Quillota           | Quillota                   |
| Valparaíso               | Limache            | San Francisco de Limache   |
| Valparaíso               | Valparaíso         | Valparaíso                 |
| Valparaíso               | Casablanca         | Casablanca                 |
| Santiago                 | Santiago           | Santiago                   |
| Santiago                 | La Victoria        | San Bernardo               |
| Santiago                 | Melipilla          | Melipilla                  |
| Santiago                 | San Antonio        | San Antonio                |
| O'Higgins                | Maipo              | Buin                       |
| O'Higgins                | Rancagua           | Rancagua                   |
| O'Higgins                | Cachapoal          | Peumo                      |
| Colchagua                | Caupolicán         | Rengo                      |
| Colchagua                | San Vicente        | San Vicente de Tagua Tagua |
| Colchagua                | San Fernando       | San Fernando               |
| Curicó                   | Curicó             | Curicó                     |
| Curicó                   | Santa Cruz         | Santa Cruz de Curicó       |
| Curicó                   | Vichuquén          | Vichuquén                  |
| Talca                    | Lontué             | Molina                     |
| Talca                    | Talca              | Talca                      |
| Talca                    | Curepto            | Curepto                    |
| Maule                    | Constitución       | Constitución               |
| Maule                    | Chanco             | Chanco                     |
| Maule                    | Cauquenes          | Cauquenes                  |
| Maule                    | Itata              | Quirihue                   |
| Linares                  | Loncomilla         | San Javier de Loncomilla   |
| Linares                  | Linares            | Linares                    |
| Linares                  | Parral             | Parral                     |
| Ñuble                    | San Carlos         | San Carlos                 |
| Ñuble                    | Chillán            | Chillán                    |
| Ñuble                    | Yungay             | Yungay                     |
| Ñuble                    | Bulnes             | Bulnes                     |
| Concepción               | Coelemu            | Tomé                       |
| Concepción               | Talcahuano         | Talcahuano                 |
| Concepción               | Concepción         | Concepción                 |
| Concepción               | Puchacay           | Florida                    |
| Concepción               | Rere               | Yumbel                     |
| Concepción               | Lautaro            | Coronel                    |
| Arauco                   | Arauco             | Arauco                     |
| Arauco                   | Cañete             | Cañete                     |
| Arauco                   | Lebu               | Lebu                       |
| Biobío                   | La Laja            | los Ángeles                |
| Biobío                   | Nacimiento         | Nacimiento                 |
| Biobío                   | Mulchén            | Mulchén                    |
| Malleco                  | Angol              | Angol                      |
| Malleco                  | Collipulli         | Collipulli                 |
| Malleco                  | Traiguén           | Traiguén                   |
| Malleco                  | Mariluán           | Victoria                   |
| Cautín                   | Llaima             | Lautaro                    |
| Cautín                   | Imperial           | Nueva Imperial             |
| Cautín                   | Temuco             | Temuco                     |
| Valdivia                 | Villarrica         | Pitrufquén                 |
| Valdivia                 | Valdivia           | Valdivia                   |
| Valdivia                 | La Unión           | La Unión                   |
| Valdivia                 | Río Bueno          | Río Bueno                  |
| Llanquihue               | Osorno             | Osorno                     |
| Llanquihue               | Llanquihue         | Puerto Montt               |
| Llanquihue               | Carelmapu          | Calbuco                    |
| Chiloé                   | Ancud              | Ancud                      |
| Chiloé                   | Castro             | Castro                     |
| Chiloé                   | Quinchao           | Achao                      |
| Territorio de Magallanes | Magallanes         | Punta Arenas               |

Mapa de provincias y departamentos hacia 1928.

En enero de 1928, con la publicación de los decretos con fuerza de ley n.º 8582 y n.º 8583, se racionalizaron las municipalidades, y se modificaron las provincias, los departamentos, las comunas/subdelegaciones, y los distritos.
| Provincia                | Departamentos    | Cabecera                   |
| ------------------------ | ---------------- | -------------------------- |
| Tacna                    | Tacna            | Tacna                      |
| Tacna                    | Arica            | Arica                      |
| Tarapacá                 | Pisagua          | Pisagua                    |
| Tarapacá                 | Iquique          | Iquique                    |
| Antofagasta              | Tocopilla        | Tocopilla                  |
| Antofagasta              | El Loa           | Calama                     |
| Antofagasta              | Antofagasta      | Antofagasta                |
| Antofagasta              | Taltal           | Taltal                     |
| Atacama                  | Chañaral         | Chañaral                   |
| Atacama                  | Copiapó          | Copiapó                    |
| Atacama                  | Huasco           | Vallenar                   |
| Coquimbo                 | La Serena        | La Serena                  |
| Coquimbo                 | Elqui            | Vicuña                     |
| Coquimbo                 | Ovalle           | Ovalle                     |
| Coquimbo                 | Illapel          | Illapel                    |
| Aconcagua                | Petorca          | La Ligua                   |
| Aconcagua                | San Felipe       | San Felipe                 |
| Aconcagua                | Andes            | Los Andes                  |
| Aconcagua                | Quillota         | Quillota                   |
| Aconcagua                | Valparaíso       | Valparaíso                 |
| Santiago                 | Santiago         | Santiago                   |
| Santiago                 | Melipilla        | San Antonio                |
| Santiago                 | Maipo            | Buin                       |
| Colchagua                | Rancagua         | Rancagua                   |
| Colchagua                | Cachapoal        | San Vicente de Tagua Tagua |
| Colchagua                | Caupolicán       | Rengo                      |
| Colchagua                | Santa Cruz       | Santa Cruz                 |
| Colchagua                | San Fernando     | San Fernando               |
| Talca                    | Curicó           | Curicó                     |
| Talca                    | Lontué           | Molina                     |
| Talca                    | Talca            | Talca                      |
| Talca                    | Mataquito        | Curepto                    |
| Maule                    | Loncomilla       | San Javier de Loncomilla   |
| Maule                    | Linares          | Linares                    |
| Maule                    | Parral           | Parral                     |
| Maule                    | Constitución     | Constitución               |
| Maule                    | Cauquenes        | Cauquenes                  |
| Ñuble                    | San Carlos       | San Carlos                 |
| Ñuble                    | Chillán          | Chillán                    |
| Ñuble                    | Yungay           | Yungay                     |
| Ñuble                    | Bulnes           | Bulnes                     |
| Ñuble                    | Itata            | Quirihue                   |
| Concepción               | Tomé             | Tomé                       |
| Concepción               | Concepción       | Concepción                 |
| Concepción               | Yumbel           | Yumbel                     |
| Concepción               | Coronel          | Coronel                    |
| Concepción               | Arauco           | Lebu                       |
| Biobío                   | La Laja          | Los Ángeles                |
| Biobío                   | Mulchén          | Mulchén                    |
| Biobío                   | Angol            | Angol                      |
| Cautín                   | Traiguén         | Traiguén                   |
| Cautín                   | Victoria         | Victoria                   |
| Cautín                   | Lautaro          | Lautaro                    |
| Cautín                   | Temuco           | Temuco                     |
| Cautín                   | Imperial         | Nueva Imperial             |
| Cautín                   | Villarrica       | Loncoche                   |
| Valdivia                 | Valdivia         | Valdivia                   |
| Valdivia                 | La Unión         | La Unión                   |
| Valdivia                 | Osorno           | Osorno                     |
| Chiloé                   | Llanquihue       | Puerto Montt               |
| Chiloé                   | Ancud            | Ancud                      |
| Chiloé                   | Castro           | Castro                     |
| Territorio de Aysén      | Aysén            | Puerto Aysén               |
| Territorio de Magallanes | Natales          | Puerto Natales             |
| Territorio de Magallanes | Magallanes       | Magallanes (Punta Arenas)  |
| Territorio de Magallanes | Tierra del Fuego | Puerto Porvenir            |

En 1929 se denominan provincias a los territorios de Aysén y Magallanes. En 1929 con el Tratado limítrofe con el Perú se divide la Provincia de Tacna quedando la mayor parte de Tacna para el Perú y Arica y una parte menor de Tacna para Chile. En 1930 se traspasa el departamento de Arica a la Provincia de Tarapacá.

### Desde 1930 a 1976
A partir de 1930 se restablecen todas las provincias suprimidas y algunos de los departamentos suprimidos en 1927, pero con las modificaciones territoriales ya establecidas:
- O'Higgins y Arauco en 1934.
- Valparaíso, Curicó y Linares en 1936.
- Malleco y Llanquihue en 1937.

En 1940 se crea la provincia de Osorno con los departamentos de Osorno y Río Negro.
En 1959 se divide el departamento de Aysén dando a conocer los departamentos de Coyhaique y Chile Chico, este último siendo partido en 1970 en General Carrera y Baker.
A 1974 existían 25 provincias, a saber (con sus respectivos departamentos):
| Provincia   | Departamentos              | Cabecera                   |
| ----------- | -------------------------- | -------------------------- |
| Tarapacá    | Arica                      | Arica                      |
| Tarapacá    | Pisagua                    | Pisagua                    |
| Tarapacá    | Iquique                    | Iquique                    |
| Antofagasta | Tocopilla                  | Tocopilla                  |
| Antofagasta | El Loa                     | Calama                     |
| Antofagasta | Antofagasta                | Antofagasta                |
| Antofagasta | Taltal                     | Taltal                     |
| Atacama     | Chañaral                   | Chañaral                   |
| Atacama     | Copiapó                    | Copiapó                    |
| Atacama     | Freirina                   | Freirina                   |
| Atacama     | Huasco                     | Vallenar                   |
| Coquimbo    | La Serena                  | La Serena                  |
| Coquimbo    | Elqui                      | Vicuña                     |
| Coquimbo    | Coquimbo                   | Coquimbo                   |
| Coquimbo    | Ovalle                     | Ovalle                     |
| Coquimbo    | Combarbalá                 | Combarbalá                 |
| Coquimbo    | Illapel                    | Illapel                    |
| Aconcagua   | Petorca                    | La Ligua                   |
| Aconcagua   | San Felipe                 | San Felipe                 |
| Aconcagua   | Andes                      | Los Andes                  |
| Valparaíso  | Quillota                   | Quillota                   |
| Valparaíso  | Isla de Pascua             | Hanga Roa                  |
| Valparaíso  | Valparaíso                 | Valparaíso                 |
| Santiago    | Santiago                   | Santiago                   |
| Santiago    | Presidente Aguirre Cerda   | San Miguel                 |
| Santiago    | Puente Alto                | Puente Alto                |
| Santiago    | Talagante                  | Talagante                  |
| Santiago    | Melipilla                  | Melipilla                  |
| Santiago    | San Antonio                | San Antonio                |
| Santiago    | San Bernardo               | San Bernardo               |
| Santiago    | Maipo                      | Buin                       |
| O'Higgins   | Rancagua                   | Rancagua                   |
| O'Higgins   | Cachapoal                  | Peumo                      |
| O'Higgins   | San Vicente de Tagua Tagua | San Vicente de Tagua Tagua |
| O'Higgins   | Caupolicán                 | Rengo                      |
| Colchagua   | Santa Cruz                 | Santa Cruz                 |
| Colchagua   | San Fernando               | San Fernando               |
| Colchagua   | Cardenal Caro              | Marchigüe                  |
| Curicó      | Curicó                     | Curicó                     |
| Curicó      | Mataquito                  | Licantén                   |
| Talca       | Talca                      | Talca                      |
| Talca       | Lontué                     | Molina                     |
| Talca       | Curepto                    | Curepto                    |
| Maule       | Constitución               | Constitución               |
| Maule       | Chanco                     | Chanco                     |
| Maule       | Cauquenes                  | Cauquenes                  |
| Linares     | Loncomilla                 | San Javier                 |
| Linares     | Linares                    | Linares                    |
| Linares     | Parral                     | Parral                     |
| Ñuble       | Itata                      | Quirihue                   |
| Ñuble       | San Carlos                 | San Carlos                 |
| Ñuble       | Chillán                    | Chillán                    |
| Ñuble       | Bulnes                     | Bulnes                     |
| Ñuble       | Yungay                     | Yungay                     |
| Concepción  | Tomé                       | Tomé                       |
| Concepción  | Talcahuano                 | Talcahuano                 |
| Concepción  | Concepción                 | Concepción                 |
| Concepción  | Coronel                    | Coronel                    |
| Concepción  | Yumbel                     | Yumbel                     |
| Arauco      | Arauco                     | Arauco                     |
| Arauco      | Lebu                       | Lebu                       |
| Arauco      | Cañete                     | Cañete                     |
| Biobío      | La Laja                    | Los Ángeles                |
| Biobío      | Nacimiento                 | Nacimiento                 |
| Biobío      | Mulchén                    | Mulchén                    |
| Malleco     | Angol                      | Angol                      |
| Malleco     | Collipulli                 | Collipulli                 |
| Malleco     | Traiguén                   | Traiguén                   |
| Malleco     | Victoria                   | Victoria                   |
| Malleco     | Curacautín                 | Curacautín                 |
| Cautín      | Lautaro                    | Lautaro                    |
| Cautín      | Imperial                   | Nueva Imperial             |
| Cautín      | Temuco                     | Temuco                     |
| Cautín      | Pitrufquén                 | Pitrufquén                 |
| Cautín      | Villarrica                 | Loncoche                   |
| Valdivia    | Valdivia                   | Valdivia                   |
| Valdivia    | Panguipulli                | Panguipulli                |
| Valdivia    | La Unión                   | La Unión                   |
| Valdivia    | Río Bueno                  | Río Bueno                  |
| Osorno      | Osorno                     | Osorno                     |
| Osorno      | Río Negro                  | Río Negro                  |
| Llanquihue  | Puerto Varas               | Puerto Varas               |
| Llanquihue  | Maullín                    | Maullín                    |
| Llanquihue  | Llanquihue                 | Puerto Montt               |
| Llanquihue  | Calbuco                    | Calbuco                    |
| Chiloé      | Ancud                      | Ancud                      |
| Chiloé      | Castro                     | Castro                     |
| Chiloé      | Quinchao                   | Achao                      |
| Chiloé      | Palena                     | Chaitén                    |
| Aysén       | Aysén                      | Puerto Aysén               |
| Aysén       | Coyhaique                  | Coyhaique                  |
| Aysén       | General Carrera            | Chile Chico                |
| Aysén       | Baker                      | Cochrane                   |
| Magallanes  | Última Esperanza           | Puerto Natales             |
| Magallanes  | Magallanes                 | Punta Arenas               |
| Magallanes  | Tierra del Fuego           | Porvenir                   |

+ Además del Territorio Chileno Antártico.

## División desde 1976 al presente

### Desde 1976 a 1981
En los años 1970, se estableció en Chile una nueva división político-administrativa, que organizó el país sobre la base de regiones, junto a un nuevo régimen administrativo interior. Así, para efectos del gobierno y la administración interior, el territorio del país se dividió en regiones y las regiones en provincias; mientras que a efectos de la administración local, las provincias estarían divididas en comunas. Además, se posibilitó la creación de áreas metropolitanas, con un régimen de gobierno y administración diferenciado.
Este plan tuvo sus antecedentes principalmente en las propuestas de la Corporación de Fomento de la Producción (CORFO) y de la Oficina de Planificación Nacional (ODEPLAN). Entre las primeras propuestas en este sentido se encontraban la de Elías Almeyda, que dividía el país en siete zonas, la de Humberto Fuenzalida Villegas de 1942, que adoptó la CORFO con modificaciones en 1950, y la de Carlos Keller en 1948.
En la obra Geografía económica de Chile (1950) de la CORFO, se distinguían seis regiones según un criterio geográfico, demográfico y económico: Norte Grande, Norte Chico, Núcleo Central, Concepción y La Frontera, Región de los Lagos, y Región de los Canales. En los años 1960, la Oficina de Planificación Nacional (ODEPLAN) propuso 12 regiones y una zona metropolitana, para fines de planificación y de organización, y que fueron oficializadas por el decreto N.º 1.104 de 1969.
Entre 1974 y 1976, se inició gradualmente el denominado «proceso de regionalización», que fue dirigido por la Comisión Nacional de la Reforma Administrativa (CONARA), y que estuvo basado en la propuesta de las Regiones de ODEPLAN.
En julio de 1974, el decreto ley N.º 573, que fijó el estatuto del gobierno y la administración interior del Estado, dispuso que el gobierno y la administración superiores de cada región residían en un intendente regional y el de las provincias en un gobernador provincial —ambos nombrados por el poder ejecutivo y de su exclusiva confianza—, y que la administración de los intereses locales de las comunas, o agrupaciones de comunas, le correspondía a la municipalidad, cuya autoridad superior era el alcalde —designado por el poder ejecutivo, oyendo al Intendente respectivo, y de su exclusiva confianza—. El Área Metropolitana era dirigida por un intendente metropolitano. Asimismo, mediante el decreto ley N.º 575, se crearon 12 regiones (desde la I a la XII) y un área metropolitana (Santiago de Chile), sobre la base de las provincias existentes hasta ese entonces —en términos generales, en algunos casos una provincia pasó a ser región y, en otros, se agruparon dos o más—.
En 1975, el decreto ley N.º 1.230, dividió las regiones en provincias (48 en total) e hizo algunas readecuaciones en las regiones.
En 1976, el Área Metropolitana pasó a ser la Región Metropolitana de Santiago, dividida en tres provincias.
Por el decreto ley N.º 2.339 de octubre de 1978, se otorgó denominación a la Región Metropolitana y a las demás regiones. En octubre de 1979, mediante los decretos leyes N.º 2.867 y 2.868, las regiones se dividieron en provincias y estas se subdividieron en comunas, a partir de una readecuación y redelimitación de las comunas existentes.
| Región                                          | Capital      | Provincias              | Capital         |
| ----------------------------------------------- | ------------ | ----------------------- | --------------- |
| I de Tarapacá                                   | Iquique      | Arica                   | Arica           |
| I de Tarapacá                                   | Iquique      | Parinacota              | Putre           |
| I de Tarapacá                                   | Iquique      | Iquique                 | Iquique         |
| II de Antofagasta                               | Antofagasta  | Tocopilla               | Tocopilla       |
| II de Antofagasta                               | Antofagasta  | El Loa                  | Calama          |
| II de Antofagasta                               | Antofagasta  | Antofagasta             | Antofagasta     |
| III de Atacama                                  | Copiapó      | Chañaral                | Chañaral        |
| III de Atacama                                  | Copiapó      | Copiapó                 | Copiapó         |
| III de Atacama                                  | Copiapó      | Huasco                  | Vallenar        |
| IV de Coquimbo                                  | La Serena    | Elqui                   | Coquimbo        |
| IV de Coquimbo                                  | La Serena    | Limarí                  | Ovalle          |
| IV de Coquimbo                                  | La Serena    | Choapa                  | Illapel         |
| V de Valparaíso                                 | Valparaíso   | Petorca                 | La Ligua        |
| V de Valparaíso                                 | Valparaíso   | Los Andes               | Los Andes       |
| V de Valparaíso                                 | Valparaíso   | San Felipe de Aconcagua | San Felipe      |
| V de Valparaíso                                 | Valparaíso   | Quillota                | Quillota        |
| V de Valparaíso                                 | Valparaíso   | Valparaíso              | Valparaíso      |
| V de Valparaíso                                 | Valparaíso   | San Antonio             | San Antonio     |
| V de Valparaíso                                 | Valparaíso   | Isla de Pascua          | Hanga Roa       |
| VI del Libertador General Bernardo O'Higgins    | Rancagua     | Cachapoal               | Rancagua        |
| VI del Libertador General Bernardo O'Higgins    | Rancagua     | Colchagua               | San Fernando    |
| VI del Libertador General Bernardo O'Higgins    | Rancagua     | Cardenal Caro           | Pichilemu       |
| VII del Maule                                   | Talca        | Curicó                  | Curicó          |
| VII del Maule                                   | Talca        | Talca                   | Talca           |
| VII del Maule                                   | Talca        | Linares                 | Linares         |
| VII del Maule                                   | Talca        | Cauquenes               | Cauquenes       |
| VIII del Biobío                                 | Concepción   | Ñuble                   | Chillán         |
| VIII del Biobío                                 | Concepción   | Biobío                  | Los Ángeles     |
| VIII del Biobío                                 | Concepción   | Concepción              | Concepción      |
| VIII del Biobío                                 | Concepción   | Arauco                  | Lebu            |
| IX de la Araucanía                              | Temuco       | Malleco                 | Angol           |
| IX de la Araucanía                              | Temuco       | Cautín                  | Temuco          |
| X de Los Lagos                                  | Puerto Montt | Valdivia                | Valdivia        |
| X de Los Lagos                                  | Puerto Montt | Osorno                  | Osorno          |
| X de Los Lagos                                  | Puerto Montt | Llanquihue              | Puerto Montt    |
| X de Los Lagos                                  | Puerto Montt | Chiloé                  | Castro          |
| X de Los Lagos                                  | Puerto Montt | Palena                  | Chaitén         |
| XI de Aysén del General Carlos Ibáñez del Campo | Coyhaique    | Coyhaique               | Coyhaique       |
| XI de Aysén del General Carlos Ibáñez del Campo | Coyhaique    | Aysén                   | Puerto Aysén    |
| XI de Aysén del General Carlos Ibáñez del Campo | Coyhaique    | General Carrera         | Chile Chico     |
| XI de Aysén del General Carlos Ibáñez del Campo | Coyhaique    | Capitán Prat            | Cochrane        |
| XII de Magallanes y de la Antártica Chilena     | Punta Arenas | Última Esperanza        | Puerto Natales  |
| XII de Magallanes y de la Antártica Chilena     | Punta Arenas | Magallanes              | Punta Arenas    |
| XII de Magallanes y de la Antártica Chilena     | Punta Arenas | Tierra del Fuego        | Porvenir        |
| XII de Magallanes y de la Antártica Chilena     | Punta Arenas | Antártica Chilena       | Puerto Williams |
| Metropolitana de Santiago                       | Santiago     | Chacabuco               | Colina          |
| Metropolitana de Santiago                       | Santiago     | Cordillera              | Puente Alto     |
| Metropolitana de Santiago                       | Santiago     | Maipo                   | San Bernardo    |
| Metropolitana de Santiago                       | Santiago     | Talagante               | Talagante       |
| Metropolitana de Santiago                       | Santiago     | Melipilla               | Melipilla       |
| Metropolitana de Santiago                       | Santiago     | Santiago                | Santiago        |

### Desde 1981 a 2007
La Constitución de 1980 mantuvo la estructura y señaló expresamente, en el artículo 45.º, que el país se dividía en «trece regiones». En el capítulo XIII, sobre Gobierno y Administración Interior del Estado, dispuso que el gobierno y la administración superior de cada región residiría en un intendente, de la exclusiva confianza del presidente de la República, el que sería asesorado por un consejo regional de desarrollo; a su vez, el gobierno y la administración superior de cada provincia residiría en un gobernador, subordinado al intendente y de exclusiva confianza del presidente. A su vez, la administración local de cada comuna o agrupación de comunas, que determinara la ley, residiría una municipalidad, constituida por el alcalde, como su autoridad máxima, y por un consejo comunal de desarrollo.
Por la ley N.º 18.715 de 1988, se efectuó una modificación de la división comunal de las provincias. En 1991, mediante la ley N.º 19.097, se modificó la Constitución respecto al gobierno y administración regional y provincial y a la administración comunal. Entre otros aspectos, se estableció que el gobierno de cada región residiría en el intendente, mientras que la administración superior de cada región estaría radicada en un gobierno regional, y que la administración local de cada comuna, o agrupación de comunas, en una municipalidad constituida por el alcalde, como su máxima autoridad, y por el concejo comunal.
Por la ley N.º 20.050 de 2005, se reformó la Constitución, entre otros muchos otros aspectos, eliminando la indicación del número de regiones en que se divide el país, posibilitando la creación de nuevas regiones por ley, evitando la necesidad una reforma constitucional para efectuarlo, aunque con rango de orgánica constitucional.

### Desde 2007 al presente
Durante los primeros meses de 2007, se promulgaron sendas leyes que dispusieron la creación de dos nuevas regiones:
- La Región de Arica y Parinacota, como escisión de la Región de Tarapacá, cuya capital es Arica.[28]
- La Región de Los Ríos, como escisión de la Región de Los Lagos, con capital en Valdivia.[29]

El 30 de julio de 2007, se publicó la ley 20193, que reformó la Constitución de Chile, estableciendo a la isla de Pascua y al archipiélago de Juan Fernández como «territorios especiales», cuyo gobierno y administración deben ser determinados por un estatuto especial, contemplado en la ley orgánica constitucional respectiva, por dictarse. Mientras no entren en vigencia tales estatutos, tales territorios continuarán rigiéndose por las normas comunes en materia de división político-administrativa y de gobierno y administración interior del Estado.
El 2 de octubre del mismo año, entró en vigor la ley que creó la Región de Los Ríos, y el 8 de octubre, la que creó la Región de Arica y Parinacota.
En 2009 se creó la provincia de Marga Marga en la Región de Valparaíso a partir de escisiones en las actuales provincias de Valparaíso y Quillota. La ley respectiva entró en vigor en marzo de 2010.
Durante el primer gobierno de Sebastián Piñera se impuso en Chile la costumbre de denominar a las regiones solo por su nombre y no por su número; sin embargo, en ese período no se promulgó la ley para eliminar la numeración de las regiones, consagrada en el art. 1 del DL 2339 de 1978.
El 20 de agosto de 2015 la presidenta Michelle Bachelet firmó el proyecto de ley que creó la Región de Ñuble a partir de la escisión de la provincia de Ñuble, en la Región del Biobío. El 12 de julio de 2017, este proyecto fue aprobado por la cámara de senadores con 26 votos a favor y 2 en contra. El 19 de agosto de 2017, la presidenta Bachelet firmó el decreto promulgatorio de la ley que creó la región de Ñuble. La ley fue publicada en el Diario Oficial durante septiembre de 2017, y entró en vigor un año más tarde el 6 de septiembre de 2018. El 2 de febrero de 2018, la entonces presidenta Michelle Bachelet promulgó la ley 21704 que fue publicada el 15 de febrero del mismo año, en que eliminó la denominación numérica de las regiones.
Desde 2021 las regiones pasaron de ser gobernadas por intendentes de confianza del Presidente de la República, a ser electos bajo el cargo de gobernador regional y el funcionario que representa al Presidente de la República en la respectiva región pasó a ser el delegado presidencial regional. A su vez, los gobernadores provinciales se pasaron a denominar delegados presidenciales provinciales, y se eliminaron en aquellas ciudades que son a la vez capital regional y provincial.

## Propuestas de nuevas regiones
A continuación se presentarán iniciativas, proyectos, de zonas que anhelan convertirse en una nueva región para el país.
- Región de El Loa: el territorio correspondería a las provincias de Tocopilla y El Loa, es decir, se dividiría la Región de Antofagasta, y la capital de la nueva región sería Calama.[37]
- Región de Huasco: el territorio correspondería a la provincia del Huasco, es decir, se dividiría la Región de Atacama, y la capital de la nueva región sería Vallenar.[38]
- Región de Limarí y Choapa: el territorio correspondería a las provincias de Limarí y Choapa, es decir, se dividiría la Región de Coquimbo, y la capital de la nueva región sería Ovalle.[39]
- Región de Choapa y Petorca: correspondiendo a la actual provincia de Choapa, de la Región de Coquimbo, y la de Petorca, en la Región de Valparaíso.[40]
- Región de Aconcagua: el territorio corresponde a lo que fue la antigua provincia de Aconcagua, y el estudio propone dividir la región de Valparaíso y agrupar a las provincias de Petorca, San Felipe y Los Andes.[41][42]
- Región de Maipo: correspondiendo a las actuales provincias de Melipilla, Maipo y Talagante, de la Región Metropolitana, y la de San Antonio, en la Región de Valparaíso.[43]
- Región de Colchagua: el territorio corresponde a lo que fue la antigua Provincia de Colchagua, que fue una de las divisiones administrativas de Chile existente desde 1826 hasta 1976, que tuvo su capital en la ciudad de San Fernando durante la mayor parte de su existencia, y dividiria a la región del Libertador General Bernardo O'Higgins, agrupando las provincias de Colchagua y Cardenal Caro.[44][45]
- Región del Loncomilla, de Maule Sur o de Achibueno: el territorio corresponde en dividir la Región del Maule en dos, una norte y una sur, y la Región del Loncomilla correspondería a las provincias de Linares y Cauquenes. y la capital de la nueva región sería Linares[46][47]
- Región de Arauco: el territorio correspondería a la provincia de Arauco, es decir, se dividiría la Región del Biobío, y la capital de la nueva región sería Lebu.[48]
- Región de Malleco: el territorio correspondería a la antigua provincia de Malleco, que conforma la provincia actual en la región de La Araucanía.[49]
- Región de Osorno: el territorio correspondería a la actual Provincia de Osorno, en la Región de Los Lagos.[50]
- Región de Chiloé: el territorio correspondería a la actual Provincia de Chiloé y la Provincia de Palena, en la Región de Los Lagos.[51][52]
- Región de Tierra del Fuego y la Antártica Chilena: el territorio correspondería a las provincias de Tierra del Fuego y la Antártica Chilena, es decir, se dividiría la Región de Magallanes y de la Antártica Chilena, y la capital de la nueva región sería Porvenir.[53]
- Región de Isla de Pascua: durante la discusión de la ley 20.193, de reforma constitucional sobre territorios especiales, el senador Alberto Cardemil propuso que, en vez de crear territorios especiales, se creara en su lugar una región que comprendiera la isla mencionada y el archipiélago Juan Fernández, pertenecientes a la Región de Valparaíso.[54]